# سیارک ۲۲۸۰۲
سیارک ۲۲۸۰۲ (به انگلیسی: 22802 Sigiriya، نامگذاری:1999PK6)۲۲۸۰۲مین سیارک کشف شده‌است که در ۱۳ اوت ۱۹۹۹ کشف شد.